# Bogislaw V.

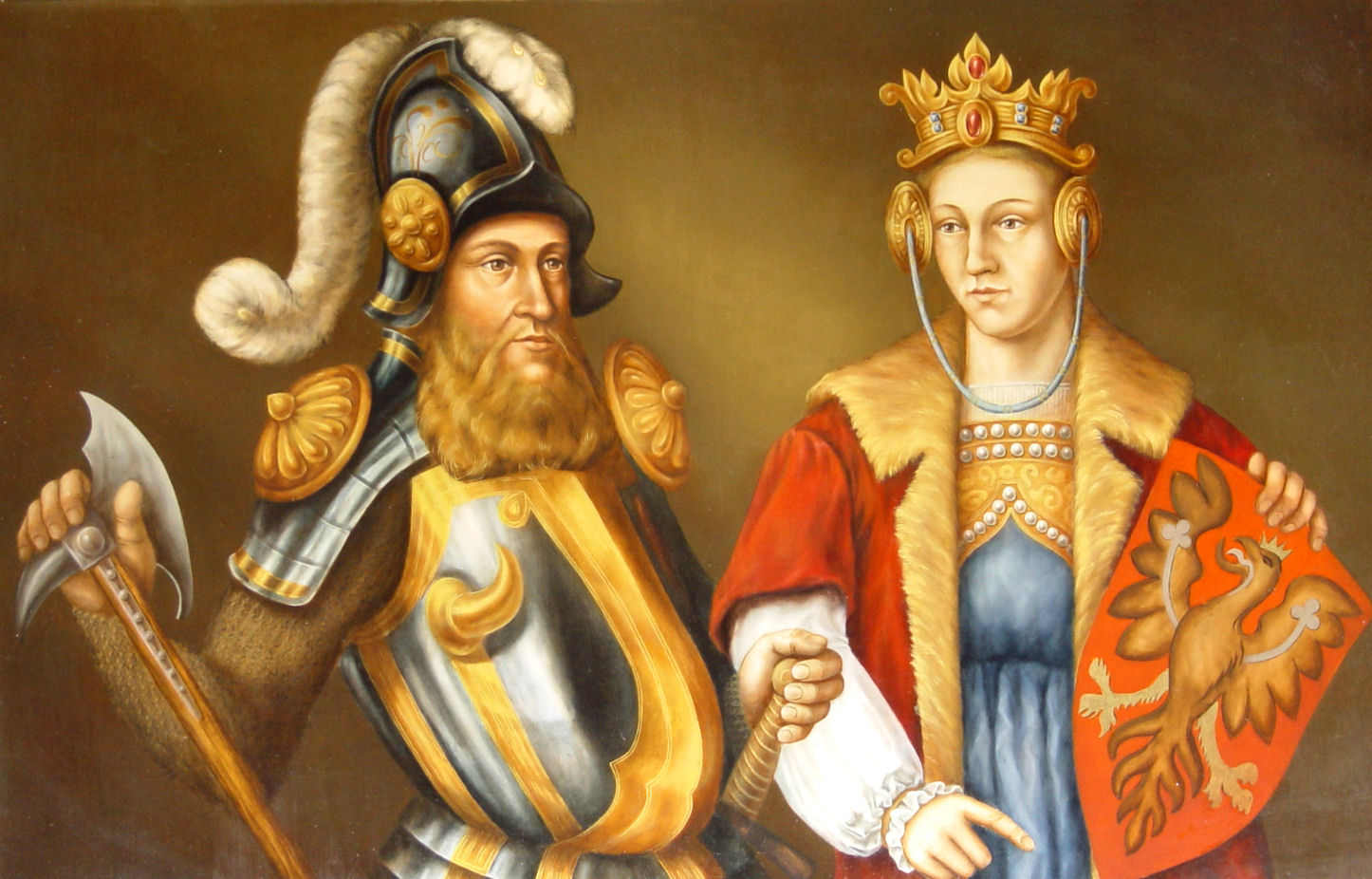
Bogislaw V. mit seiner ersten Ehefrau Elisabeth (Bild im Schloss Rügenwalde), Kopie nach Cornelius Krommeny

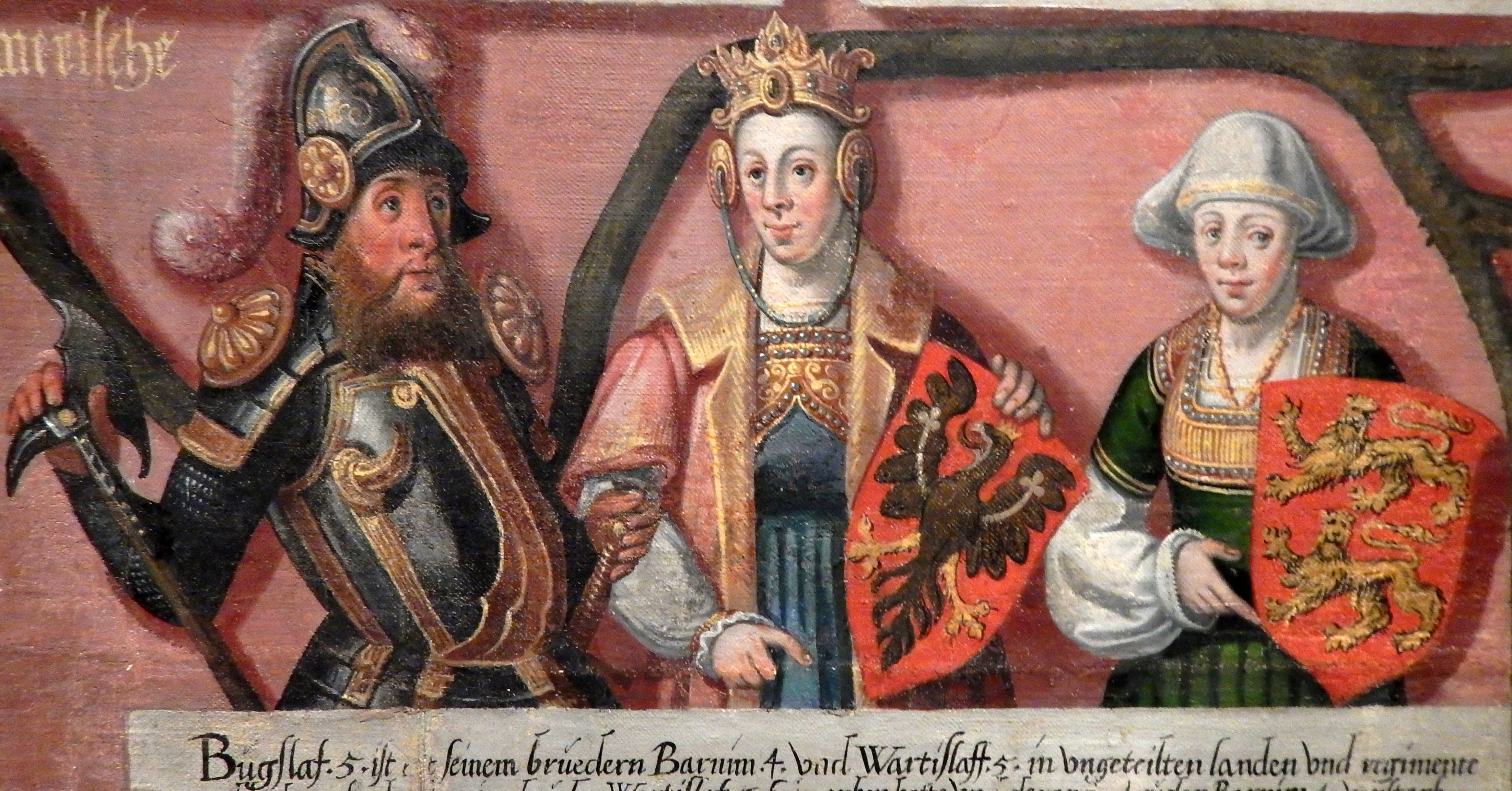
Bogislaw V. mit seinen beiden Gemahlinnen, aus dem Stammbaum der Greifen von Cornelius Krommeny, 1598

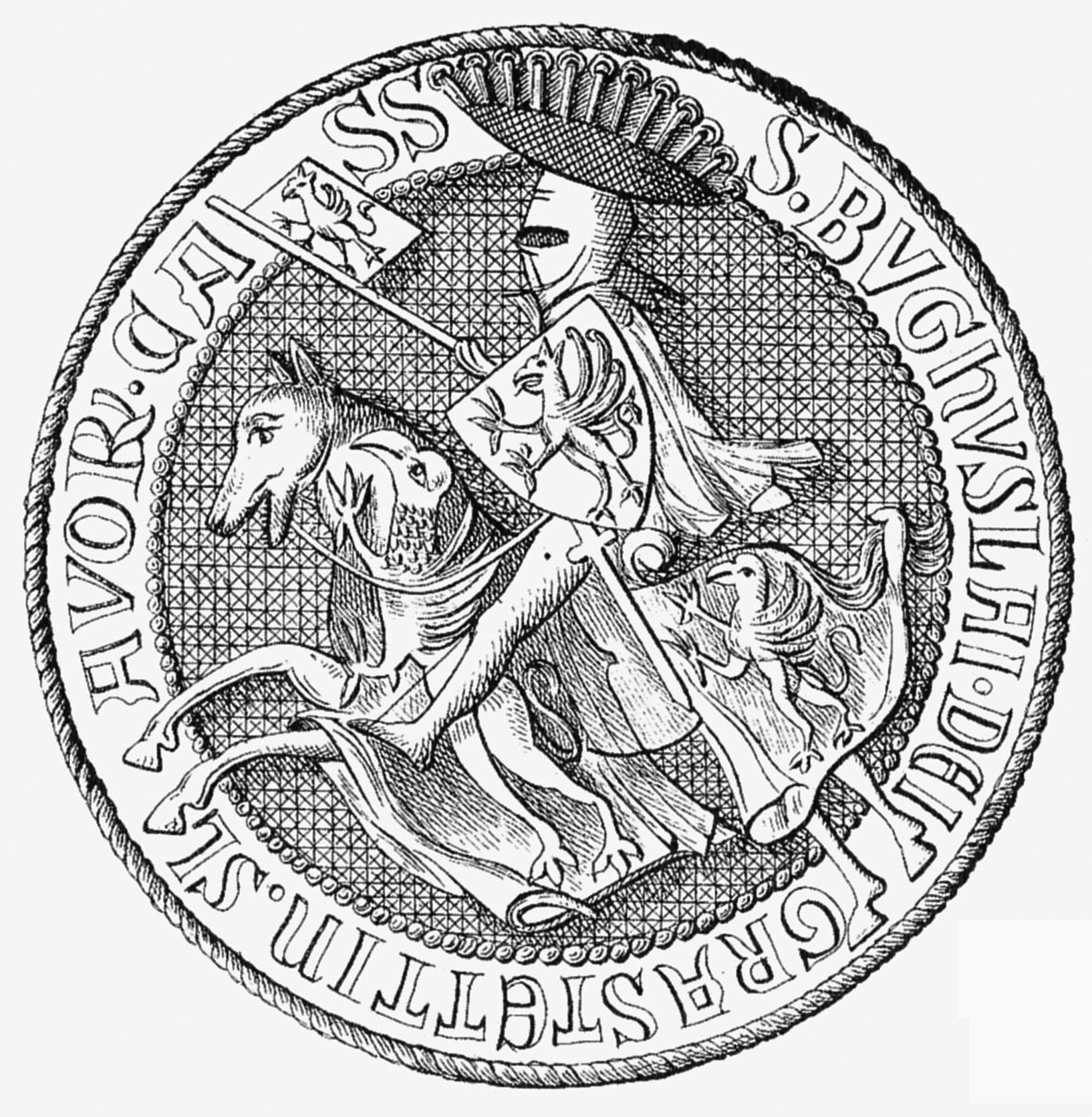
Secretsiegel von Herzog Bogislaw V., 1361 – Umzeichnung aus Theodor Pyls Pommerschen Geschichtsdenkmälern, 1894

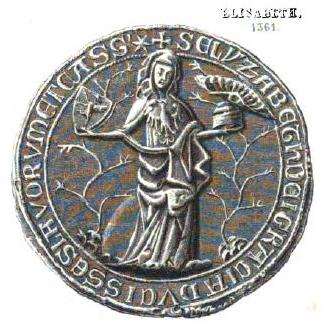
Siegel von Herzogin Elisabeth aus 1361, Frau von Herzog Bogislaw V. – Nachzeichnung F.A. Voßberg 1854

Bogislaw V. (* um 1318; † zwischen dem 16. Oktober 1373 und dem 24. April 1374) war ein Herzog von Pommern aus dem Greifenhaus. Er herrschte zunächst im Herzogtum Pommern-Wolgast, nach der Teilung von 1368/1372 dann im Herzogtum Pommern-Stolp. 

## Leben
Bogislaw V. war der älteste Sohn von Herzog Wartislaw IV., der in dem pommerschen Teilherzogtum Pommern-Wolgast regierte, und dessen Gemahlin Elisabeth von Schlesien. Nach dem Tode von Wartislaw IV. im Jahr 1326 wurden dessen Söhne – dies waren neben Bogislaw V. seine jüngeren Brüder Barnim IV. (* um 1325) und Wartislaw V. (* 1326) – Herzöge von Pommern-Wolgast. Anfangs standen sie unter Vormundschaft. 
Zunächst kam es nach dem Tode Wartislaws IV. zum Ersten Rügischen Erbfolgekrieg. Herzog Wartislaw IV. hatte nämlich nach dem Aussterben des rügischen Fürstenhauses im Jahre 1325 das Fürstentum Rügen übernommen. Nach Wartislaws Tod jedoch sah Fürst Heinrich II. von Mecklenburg seine Chance gekommen, Rügen doch noch an sich zu bringen. Die Pommern blieben aber siegreich. Den Frieden von Brudersdorf schloss der Stettiner Herzog Barnim III. als Vormund für den jungen Bogislaw V. und seine Brüder. 
Damals war die reichsunmittelbare Stellung des Herzogtums Pommern in Frage gestellt. König Ludwig der Bayer forderte die Pommernherzöge im Jahre 1328 auf, seinem mit der Mark Brandenburg belehnten Sohn Ludwig V. zu huldigen. Ein eindrucksvoller, aber folgenloser Schritt war es, dass die Herzöge daraufhin das Herzogtum Pommern dem Papst Johannes XXII. zu Lehen auftrugen – für den jungen Bogislaw V. und seine Brüder handelten die Stettiner Herzöge Barnim III. und Otto I. Im Jahre 1338 kam es zu einer teilweisen Lösung dieser Frage, als Ludwig der Bayer das Herzogtum Pommern-Stettin der Herzöge Barnim III. und Otto I. als reichsunmittelbar anerkannte. 
Zugleich vereinbarten aber Barnim III. und Otto I., dass für den Fall, dass sie sterben sollten, ohne Söhne zu hinterlassen, ihr Herzogtum Pommern-Stettin an Brandenburg fallen sollte. Auf diese Weise hatten die Stettiner Herzöge ihr Herzogtum Pommern-Stettin besser gestellt als das Herzogtum Pommern-Wolgast ihrer Mündel und das Erbrecht ihrer Mündel am Herzogtum Pommern-Stettin in Frage gestellt. Hierüber kam es zu Streitigkeiten in Pommern. Mehrere Städte im Herzogtum Pommern-Stettin verpflichteten sich, im Falle des Aussterbens der Stettiner Linie nur den Herzögen von Pommern-Wolgast zu gehorchen. In diesem Zuge lösten sich ab 1341 Bogislaw V. und seine Brüder Barnim IV. und Wartislaw V. von ihren Stettiner Vormündern und übernahmen die Herrschaft selbständig und gemeinsam. Als aktiv Regierender trat Bogislaw V. auf, später auch Barnim IV., während Wartislaw V. im Schatten seiner älteren Brüder blieb. Einige Städte im Herzogtum Pommern-Stettin wie Stettin und Greifenhagen huldigten 1341 bereits den jungen Herzögen Bogislaw V., Barnim IV. und Wartislaw V.
Der neue König Karl IV. erkannte im Jahre 1348 die Reichsunmittelbarkeit aller Pommernherzöge an. Da er sämtliche pommerschen Herzöge zur gesamten Hand belehnte, war damit die Brandenburger Anwartschaft auf Pommern-Stettin aufgehoben.
Im Jahre 1363 heiratete Kaiser Karl IV. Herzog Bogislaws Tochter Elisabeth. Sie war am Hofe ihres Großvaters, des polnischen Königs, in Krakau erzogen worden. Dort wurde auch die Hochzeit gefeiert. 
Im Jahre 1368 kam es zu einer vorläufigen Teilung des Herzogtums Pommern-Wolgast. Im Landesteil östlich der Swine herrschte Bogislaw V., im Landesteil westlich der Swine die Söhne seines 1365 verstorbenen Bruders Barnim IV. Sein jüngster Bruder Wartislaw V. ließ sich 1368 mit dem Land Neustettin abfinden. Im Jahre 1372 wurde diese Teilung der Herrschaft endgültig beschlossen. Das so entstandene Teilherzogtum Herzog Bogislaws V. wird als Pommern-Stolp bezeichnet.
Im Jahre 1373 oder 1374 starb Herzog Bogislaw V. Er wurde im Kloster Belbuck bestattet.

## Ehen und Nachkommen
Während der Kindheit Bogislaws V. wurde seine Verlobung mit einer Schwester des dänischen Königs Waldemar III., einer gewissen Heilwig, verabredet. Es kam aber nicht zur Eheschließung. 
Herzog Bogislaw V. heiratete stattdessen im Jahre 1343 Elisabeth, eine Tochter von König Kasimir III. von Polen und der Anna von Litauen. Aus dieser Ehe stammten ein Sohn und eine Tochter:
- Kasimir IV. (* um 1345; † 1377), herrschte ab 1370 im Dobriner Land, ab 1374 im Herzogtum Pommern-Stolp
- Elisabeth (* um 1345; † 1393), als Ehefrau Karls IV. Königin von Böhmen und römisch-deutsche Kaiserin

Herzogin Elisabeth verstarb im Jahre 1361. Sie wurde wohl im Kloster Marienthron bei Neustettin bestattet. 
In zweiter Ehe heiratete Herzog Bogislaw V. im Jahre 1362 Adelheid von Braunschweig-Osterode (* um 1341), Tochter von Herzog Ernst I. von Braunschweig-Grubenhagen und der Adelheid, geb. von Everstein. Sie hatten drei Söhne und eine Tochter: 
- Wartislaw VII. († 1395), herrschte im Herzogtum Pommern-Stolp
- Bogislaw VIII. (* um 1364; † 1418), herrschte im Herzogtum Pommern-Stolp, zeitweise Administrator im Bistum Cammin
- Margarethe (* um 1366; † 1407), heiratete Herzog Ernst I. von Österreich
- Barnim V. (* um 1369; † 1402/1403), herrschte im Herzogtum Pommern-Stolp

Die Herzoginwitwe Adelheid überlebte ihren Ehemann Bogislaw V. um mehr als 30 Jahre. Sie starb im Jahre 1406 und wurde in der Kartause Marienkron bestattet, die sie im Jahre 1394 gestiftet hatte.
In der Vergangenheit wurde teilweise angenommen, dass Herzog Bogislaw V. noch eine weitere Tochter namens Katharina gehabt habe, die einen Herzog von Masowien namens Heinrich oder Konrad geheiratet habe. Beispielsweise ist sie in den von Robert Klempin im 19. Jahrhundert erarbeiteten Stammtafeln des Greifenhauses enthalten. Doch ist sie weder urkundlich noch aus zeitgenössischen Schriften bezeugt, und der polnische Historiker Oswald Balzer konnte nachweisen, dass weder ein Konrad von Masowien noch Heinrich von Masowien, der Bischof von Plock war († 1393), als Anknüpfungspunkt in Betracht kommen.